# Joseph Saint-Amour
Joseph Saint-Amour (Saint-Jérôme, 26 februari 1852 – Sainte-Agathe-des-Monts, 16 maart 1962) was een Canadese supereeuweling. Hij was de oudste levende man ter wereld gedurende 4 dagen en op een na oudste levende persoon ter wereld, na de Amerikaanse Mary Kelly.

## Levensloop
Saint-Amour werd geboren in 1852. Met de dood van Sylvester Melvin op 12 maart 1962 werd hij de oudste man ter wereld. Op het moment van zijn overlijden was hij de oudste inwoner van Canada ooit en de eerste Canadees die 110 jaar oud werd. Hij werd als oudste man ter wereld opgevolgd door de Amerikaan William Smith (28 februari 1954 - 22 november 1962).